# Gérard Pommier
Gérard Pommier (17 de agosto de 1941-1 de agosto de 2023) fue un psiquiatra y psicoanalista francés, alumno y paciente de Jacques Lacan. 

## Biografía
Fue director de la revista La Clinique lacanienne y director de la editorial Eres Point Hors Ligne, puesto que cedió a su amigo y psicoanalista lacaniano Jean-Claude Aguerre.
Fue declarado Profesor Emérito de la Facultad de Psicología de la Universidad de Estrasburgo, Francia.

### En español
- El amor al revés. Ensayo sobre la transferencia en psicoanálisis. Amorrortu Editores. ISBN 978-950-518-565-8.
- Louis de la nada. La melancolía de Althusser. Amorrortu Editores. ISBN 978-950-518-078-3.
- Esto no es un papa... ficción psicoanalítica en torno al inconsciente y la cultura. Ediciones del Serbal. ISBN 84-7628-275-3.
- El orden sexual. Amorrortu Editores. ISBN 978-950-518-126-1.
- Nacimiento y renacimiento de la escritura. Nueva Visión. ISBN 950-602-342-5.
- Del buen uso erótico de la cólera y algunas de sus consecuencias... Ediciones de la Flor. ISBN 950-515-390-9.
- Qué es lo "real". Ensayo psicoanalítico. Nueva Visión. 2005. ISBN 950-602-508-8.
- La transferencia en la psicosis. Kline Ediciones. ISBN 987-9154-07-X.
- Los cuerpos angélicos de la posmodernidad. Nueva Visión. 2002. ISBN 950-602-435-9.
- Cuestiones (sobre el fin de análisis). Catálogos. ISBN 950-9314-22-6.
- " Cómo las neurociencias demuestran el psicoanálisis" Letra Viva, 2010. ISBN 978-950-649301-1